# 水野近信
水野 近信（みずの ちかのぶ、生年不明 - 1602年9月24日〈慶長7年8月9日〉）は、戦国時代の武将。水野忠政の子。通称伝兵衛。子に近之、多門信正妻、松平正次妻がいる。

## 略歴
水野忠政の五男。母は大河内元綱の養女。永禄3年（1560年）（刈谷城の戦い）において奮戦し重症を負い、歩行が困難となった。徳川家康が関東に移封した後、武蔵国都筑郡・多摩郡・入間郡で500石の所領を与えられた。
慶長7年（1602年）8月9日、刈谷にて死去。法名宗白。
江戸時代の園芸家水野忠暁の祖であるという。